# LightInTheBox
A LightInTheBox é uma companhia Chinesa de varejo online global que envia produtos diretamente aos consumidores em todo o mundo. Fundada em 2007, a LightInTheBox oferece uma forma de comprar produtos do cotidiano através dos seus websites, os quais estão disponíveis em 26 idiomas. 
A LightInTheBox, também conhecida por Light In The Box, oferece produtos dentro das três categorias de vestuário, acessórios pequenos e gadgets para casa e jardim.
A LightInTheBox vende produtos personalizados, como vestidos de casamento e vestidos de noite.

## História
A LightInTheBox foi fundada em 2007 , com capital social de 3.000.000 dólares americanos, é sediada em Beijing (Pequim), China, e tem filiais em Shanghai (Xangai) e Shenzhen com um total de mais de 1000 funcionários.
Os produtos principais da empresa incluem roupas, eletrônicos, brinquedos, bijuteria, utensílios domésticos e artigos esportivos. Os usuários vêm de mais de 200 países, pelo que o website está traduzido em 25 idiomas.
Em Junho de 2013, a LightInTheBox (NYSE: LITB) entrou nas listas de ações da Bolsa de Valores de Nova Iorque (NYSE: New York Stock Exchange) com o símbolo "LITB".
Em três meses, culminando a 30 de Junho de 2013, a LightInTheBox obteve um retorno de 72.2 milhões de dólares $, servindo 1.2 milhões de clientes no segunto trimestre de 2013 

## Produtos e Websites
A LightInTheBox vende produtos e acessórios de roupa, eletrônicos, luminárias, torneiras entre outros.  Os artigos são feitos na China e posteriormente enviados por correio para o destinatário. A LightInTheBox também possui o site MiniIntheBox que vende gadgets e acessórios.
A 31 de Março de 2013 a LightInTheBox tinha uma listagem superior a 220,000 produtos tendo sido adicionados, em média, 14,000 produtos por mês nos seguintes três meses
A LightInTheBox aceita pagamentos através de cartão de cartão de crédito, boleto e outras plataformas como o Paypal. Os seus produtos são distribuidos por correios internacionais tais como UPS, DHL e FedEx. 

## Fundador da LightInTheBox
Alan Guo (Guo Quji) tornou-se no Diretor Executivo da LightInTheBox em 2009. Antes de entrar na empresa, Alan Guo foi o diretor de estratégia e assistente especial do presidente da Google da China, participando na criação da Google China e liderou o lançamento da Google Music. Antes da Google China, foi gerente de produto na Google dos Estados Unidos.